# IJslands voetbalelftal in 2012
Het IJslands voetbalelftal speelde in totaal tien interlands in het jaar 2012, waaronder vier wedstrijden in het kwalificatietoernooi voor het wereldkampioenschap voetbal 2014 in Brazilië. De selectie stond voor het eerst onder leiding van bondscoach Lars Lagerbäck. Eén speler speelde in 2012 negen van de tien duels mee: middenvelder Birkir Bjarnason (twee doelpunten). IJsland won van de tien gespeelde interlands er vier en verloor er zes, met een negatief doelsaldo van –1. Na een negatief begin van het decennium met slechte resultaten in 2010 en 2011 leed IJsland onder bondscoach Lagerbäck minder grote nederlagen, verloor het nipt van EK-deelnemers Frankrijk (2–3) en Zweden (2–3) in mei en startte het het WK-kwalificatietoernooi met zes punten uit vier wedstrijden. Door de resultaten in 2012 steeg IJsland in 2012 op de FIFA-wereldranglijst van de 104e (januari 2012) naar de 90ste plaats (december 2012). Wel bereikte IJsland met de 131ste plaats de laatste notering op de ranglijst in haar interlandhistorie.

## Balans
| Wedstrijden | Wedstrijden | Wedstrijden | Wedstrijden | Doelpunten | Doelpunten | Doelpunten | Punten |
| Gespeeld    | Winst       | Gelijk      | Verlies     | Voor       | Tegen      | Saldo      | Punten |
| ----------- | ----------- | ----------- | ----------- | ---------- | ---------- | ---------- | ------ |
| 10          | 4           | 0           | 6           | 14         | 15         | –1         | 0.800  |

## Interlands
|                                                                  |                                                        |       |                             |                                                                             |
| 24 februari Vriendschappelijk № 394 «onderlinge duels» 19:20 uur | Japan                                                  | 3 – 1 | IJsland                     | Nagai Stadion, Osaka Toeschouwers: 42.579 Scheidsrechter: Chris Beath (AUS) |
| 24 februari Vriendschappelijk № 394 «onderlinge duels» 19:20 uur | Ryoichi Maeda 2' Jungo Fujimoto 53' Tomoaki Makino 79' |       | 90+3' (pen.) Arnór Smárason | Nagai Stadion, Osaka Toeschouwers: 42.579 Scheidsrechter: Chris Beath (AUS) |

|                                                                  |                                       |       |                        |                                                                                        |
| 29 februari Vriendschappelijk № 395 «onderlinge duels» 17:00 uur | Montenegro                            | 2 – 1 | IJsland                | Stadion Pod Goricom, Podgorica Toeschouwers: 5.500 Scheidsrechter: Ognjen Valjić (BIH) |
| 29 februari Vriendschappelijk № 395 «onderlinge duels» 17:00 uur | Stevan Jovetić 56' Stevan Jovetić 87' |       | 79' Alfreð Finnbogason | Stadion Pod Goricom, Podgorica Toeschouwers: 5.500 Scheidsrechter: Ognjen Valjić (BIH) |

|                                                             |                                                     |       |                                              |                                                                                                |
| 27 mei Vriendschappelijk № 396 «onderlinge duels» 20:00 uur | Frankrijk                                           | 3 – 2 | IJsland                                      | Stade du Hainaut, Valenciennes Toeschouwers: 24.000 Scheidsrechter: Sebastien Delferière (BEL) |
| 27 mei Vriendschappelijk № 396 «onderlinge duels» 20:00 uur | Mathieu Debuchy 52' Franck Ribéry 85' Adil Rami 87' |       | 28' Birkir Bjarnason 34' Kolbeinn Sigþórsson | Stade du Hainaut, Valenciennes Toeschouwers: 24.000 Scheidsrechter: Sebastien Delferière (BEL) |

|                                                             |                                                                  |       |                                                   |                                                                                     |
| 30 mei Vriendschappelijk № 397 «onderlinge duels» 20:15 uur | Zweden                                                           | 3 – 2 | IJsland                                           | Ullevi Stadion, Göteborg Toeschouwers: 14.379 Scheidsrechter: Peter Rasmussen (DEN) |
| 30 mei Vriendschappelijk № 397 «onderlinge duels» 20:15 uur | Zlatan Ibrahimović 2' Ola Toivonen 15' Christian Wilhelmsson 81' |       | 29' Kolbeinn Sigþórsson 90+3' Hallgrímur Jónasson | Ullevi Stadion, Göteborg Toeschouwers: 14.379 Scheidsrechter: Peter Rasmussen (DEN) |

|                                                                  |                                                 |       |         |                                                                                       |
| 15 augustus Vriendschappelijk № 398 «onderlinge duels» 21:45 uur | IJsland                                         | 2 – 0 | Faeröer | Laugardalsvöllur, Reykjavík Toeschouwers: 7.256 Scheidsrechter: Laurent Kopriwa (LUX) |
| 15 augustus Vriendschappelijk № 398 «onderlinge duels» 21:45 uur | Kolbeinn Sigþórsson 30' Kolbeinn Sigþórsson 90' |       |         | Laugardalsvöllur, Reykjavík Toeschouwers: 7.256 Scheidsrechter: Laurent Kopriwa (LUX) |

|                                                                        |                                         |       |           |                                                                                      |
| 7 september WK-kwalificatie Groep E № 399 «onderlinge duels» 19:45 uur | IJsland                                 | 2 – 0 | Noorwegen | Laugardalsvöllur, Reykjavík Toeschouwers: 8.451 Scheidsrechter: Antony Gautier (FRA) |
| 7 september WK-kwalificatie Groep E № 399 «onderlinge duels» 19:45 uur | Kári Árnason 21' Alfreð Finnbogason 81' |       |           | Laugardalsvöllur, Reykjavík Toeschouwers: 8.451 Scheidsrechter: Antony Gautier (FRA) |

|                                                                         |                           |       |         | |
| 11 september WK-kwalificatie Groep E № 400 «onderlinge duels» 20:00 uur | Cyprus                    | 1 – 0 | IJsland | Antonis Papadopoulos Stadion, Larnaca Toeschouwers: 1.600 Scheidsrechter: Sébastien Delferière (BEL) |
| 11 september WK-kwalificatie Groep E № 400 «onderlinge duels» 20:00 uur | Konstantinos Makridis 57' |       |         | Antonis Papadopoulos Stadion, Larnaca Toeschouwers: 1.600 Scheidsrechter: Sébastien Delferière (BEL) |

|                                                                       |                |       |                                           |                                                                                             |
| 12 oktober WK-kwalificatie Groep E № 401 «onderlinge duels» 19:00 uur | Albanië        | 1 – 2 | IJsland                                   | Stadiumi Kombetar Qemal Stafa, Tirana Toeschouwers: 8.200 Scheidsrechter: Tony Asumaa (FIN) |
| 12 oktober WK-kwalificatie Groep E № 401 «onderlinge duels» 19:00 uur | Edgar Çani 29' |       | 19' Birkir Bjarnason 81' Gylfi Sigurðsson | Stadiumi Kombetar Qemal Stafa, Tirana Toeschouwers: 8.200 Scheidsrechter: Tony Asumaa (FIN) |

|                                                                       |         |                                              |             |                                                                                  |
| 16 oktober WK-kwalificatie Groep E № 402 «onderlinge duels» 20:30 uur | IJsland | 0 – 2                                        | Zwitserland | Laugardalsvöllur, Reykjavík Toeschouwers: 8.369 Scheidsrechter: Alan Kelly (IRL) |
| 16 oktober WK-kwalificatie Groep E № 402 «onderlinge duels» 20:30 uur |         | 66' Tranquillo Barnetta 79' Mario Gavranović |             | Laugardalsvöllur, Reykjavík Toeschouwers: 8.369 Scheidsrechter: Alan Kelly (IRL) |

|                                                                  |         |                                               |         |                                                                                                  |
| 14 november Vriendschappelijk № 403 «onderlinge duels» 19:00 uur | Andorra | 0 – 2                                         | IJsland | Estadi Comunal d'Aixovall, Andorra la Vella Toeschouwers: 500 Scheidsrechter: Ruddy Buquet (FRA) |
| 14 november Vriendschappelijk № 403 «onderlinge duels» 19:00 uur |         | 13' Jóhann Guðmundsson 59' Rúnar Sigurjónsson |         | Estadi Comunal d'Aixovall, Andorra la Vella Toeschouwers: 500 Scheidsrechter: Ruddy Buquet (FRA) |

## FIFA-wereldranglijst
| JAN | FEB | MAR | APR | MEI | JUN | JUL | AUG | SEP | OKT | NOV | DEC |
| --- | --- | --- | --- | --- | --- | --- | --- | --- | --- | --- | --- |
| 104 | 103 | 121 | 131 | 131 | 131 | 129 | 130 | 118 | 97  | 96  | 90  |

## Statistieken
| Hannes Halldórsson      | 27.04.1984 | KR Reykjavík          | 8 | 0 | 0 | 8 | 0 |
| Gunnleifur Gunnleifsson | 14.07.1975 | FH Hafnarfjörður      | 1 | 2 | 0 | 3 | 0 |
| Stefán Magnússon        | 05.09.1980 | Lillestrøm SK         | 1 | 0 | 0 | 1 | 0 |
| Verdediging             |            |                       |   |   |   |   |   |
| Ragnar Sigurðsson       | 19.06.1986 | FC Kopenhagen         | 8 | 0 | 0 | 8 | 0 |
| Grétar Steinsson        | 09.01.1982 | Kayserispor           | 4 | 1 | 0 | 5 | 0 |
| Birkir Sævarsson        | 11.11.1984 | SK Brann              | 3 | 2 | 0 | 5 | 0 |
| Bjarni Eiríksson        | 28.03.1982 | Stabæk IF             | 4 | 0 | 0 | 4 | 0 |
| Sölvi Ottesen           | 18.02.1984 | FC Kopenhagen         | 3 | 1 | 0 | 4 | 0 |
| Hallgrímur Jónasson     | 04.05.1986 | SønderjyskE           | 3 | 0 | 1 | 3 | 1 |
| Hjörtur Valgarðsson     | 27.09.1988 | IFK Göteborg          | 2 | 1 | 0 | 3 | 0 |
| Indriði Sigurðsson      | 12.10.1981 | Viking FK             | 0 | 3 | 0 | 3 | 0 |
| Hjálmar Jónsson         | 29.07.1980 | IFK Göteborg          | 2 | 0 | 0 | 2 | 0 |
| Arnór Aðalsteinsson     | 26.01.1986 | Hønefoss BK           | 1 | 1 | 0 | 2 | 0 |
| Haukur Sigurðsson       | 05.08.1987 | Valur Reykjavík       | 1 | 0 | 0 | 1 | 0 |
| Hólmar Eyjólfsson       | 06.08.1990 | VfL Wolfsburg         | 0 | 1 | 0 | 1 | 0 |
| Skúli Friðgeirsson      | 30.07.1988 | IF Elfsborg           | 0 | 1 | 0 | 1 | 0 |
| Middenveld              |            |                       |   |   |   |   |   |
| Birkir Bjarnason        | 27.05.1988 | Pescara Calcio        | 9 | 0 | 2 | 9 | 2 |
| Gylfi Sigurðsson        | 08.09.1989 | Tottenham Hotspur     | 8 | 0 | 1 | 8 | 1 |
| Aron Gunnarsson         | 22.04.1989 | Cardiff City          | 7 | 1 | 0 | 8 | 0 |
| Kári Árnason            | 13.10.1982 | Rotherham United      | 7 | 0 | 1 | 7 | 1 |
| Ari Skúlason            | 14.05.1987 | GIF Sundsvall         | 3 | 4 | 0 | 7 | 0 |
| Emil Hallfreðsson       | 29.06.1984 | Hellas Verona         | 5 | 1 | 0 | 6 | 0 |
| Helgi Daníelsson        | 13.07.1981 | AIK Solna             | 4 | 2 | 0 | 6 | 0 |
| Eggert Jónsson          | 18.08.1988 | Charlton Athletic     | 3 | 3 | 0 | 6 | 0 |
| Rúnar Sigurjónsson      | 18.06.1990 | PEC Zwolle            | 1 | 0 | 1 | 1 | 1 |
| Ólafur Skúlason         | 01.04.1983 | SV Zulte Waregem      | 1 | 0 | 0 | 1 | 0 |
| Guðmundur Kristjánsson  | 01.03.1989 | IK Start              | 1 | 0 | 0 | 1 | 0 |
| Halldór Björnsson       | 02.03.1987 | Stjarnan Garðabær     | 0 | 1 | 0 | 1 | 0 |
| Eyjólfur Héðinsson      | 01.01.1985 | Sønderjysk Elitesport | 0 | 1 | 0 | 1 | 0 |
| Steinþór Þorsteinsson   | 29.07.1985 | Sandnes Ulf           | 0 | 1 | 0 | 1 | 0 |
| Aanval                  |            |                       |   |   |   |   |   |
| Rúrik Gíslason          | 25.02.1988 | FC Kopenhagen         | 8 | 0 | 0 | 8 | 0 |
| Jóhann Guðmundsson      | 27.10.1990 | AZ                    | 2 | 5 | 1 | 7 | 1 |
| Alfreð Finnbogason      | 01.02.1989 | sc Heerenveen         | 2 | 4 | 2 | 6 | 2 |
| Kolbeinn Sigþórsson     | 14.03.1990 | AFC Ajax              | 3 | 0 | 4 | 3 | 4 |
| Matthías Vilhjálmsson   | 30.01.1987 | IK Start              | 2 | 0 | 0 | 2 | 0 |
| Arnór Smárason          | 07.09.1988 | Esbjerg fB            | 1 | 1 | 1 | 2 | 1 |
| Garðar Jóhannsson       | 01.04.1980 | Stjarnan Garðabær     | 0 | 2 | 0 | 2 | 0 |
| Þórarinn Valdimarsson   | 04.11.1990 | ÍBV Vestmannæyjar     | 1 | 0 | 0 | 1 | 0 |
| Gunnar Þorvaldsson      | 01.04.1982 | IFK Norrköping        | 1 | 0 | 0 | 1 | 0 |
| Guðjón Baldvinsson      | 15.02.1986 | Stjarnan Garðabær     | 0 | 1 | 0 | 1 | 0 |
| Jón Böðvarsson          | 25.05.1992 | UMF Selfoss           | 0 | 1 | 0 | 1 | 0 |
| Eiður Guðjohnsen        | 15.09.1978 | Club Brugge           | 0 | 1 | 0 | 1 | 0 |